# Вацлав Земан
Вацлав Йозеф Земан (чеськ. Václav Josef Zeman; 11 листопада 1854 — 24 серпня 1938) — чеський пивовар, що жив та працював на Волині наприкінці XIX — початку XX століття.

## Сім'я
- Батько — Йозеф Земан.
- Мати — ?
- Двоюрідний брат — Йозеф.
- Жінка — (?)Єлизавета(Elżbieta).
- Дочка — ?
- Син — Олександр.
- Син — Вацлав.
- Зять — Йозеф Малінський(Малинський).

## Біографія

### Ранні роки
Вацлав Йозеф Земан народився у сім'ї пивовара — Йозефа Земана. До 1869 року жив у Чехії.

### Переїзд наВолинь
У 1869 році велика родина Земанів переїжає з Чехії на Волинь у Квасилів, де Йозеф Земан купує 30 десятин землі. На більшій площі землі вони вирощують хміль для власного виробництва. Через деякий час батько виряджає сина навчатися броварської справи до Києва. Разом з молодим Вацлавом на навчання вирушив його двоюрідний брат — Йозеф Земан. У Києві брати вчаться і працюють на пивзаводі Київського товариства броварів. За два роки вони здобувають усі необхідні знання і після повернення на Волинь будують пивоварний завод у Квасилові. Оскільки двох керівників для такого малого підприємства було забагато, вони почали пошуки місця для будівництва другого заводу. Шукали у таких містах як Холм, Брест, Ковель і Луцьк.Саме у Луцьку Вацлав Земан і вирішив будуватися.

### Заснуванняброварніу Луцьку
Купивши у 1888 році сім'ї Гурських ділянку землі на Яровиці (район Луцька) Земан починає будівництво броварні. Перший його завод був дерев'яним і не дуже великим, на ньому працювало лише 5-6 робітників. Сама сім'я Земанів жила у будинку поряд із заводом, сам будинок досі зберігся. Поряд з будинком була пивна лавка, в якій завжди продавали свіже пиво.
Обороти заводу зростали, марка ставала дедалі популярнішою і вже на кінець XIX століття річна продукція заводу становила 45 000 рублів, великі гроші на той час. Пиво було популярним далеко за межами Луцька. Відомо, що між Києвом та Брестом курсував залізницею вагон Земанів; на кожній станції торгували смачним чеським пивом.
Вацлав Земан купував лише високоякісну сировину для виробництва. У той час на Волині було чимало чеських колоній, де вирощували чудовий хміль та ячмінь. Земан вкладав в улюблену справу всі свої знання та душу.
У 1906 році завод згорів. Існує припущення, що це зробив основний конкурент Земана у Луцьку — Шнайдер. За два роки Земан зводить нову кам'яну будівлю. На 1913 рік на заводі випускалося 4 види пива: «Столове», «Сакура», «Гранат» і найвищої якості — «Бок-Бір». Не перестав працювати завод і під час війни. Пиво Вацлава Земана «Сакура» і «Столове» отримало золоті медалі на міжнародних виставках і навіть Гран-прі в Парижі.
На 1925 рік Земан мав дві пивні, тоді як Шнайдер уже мав цілих п'ять.
Для охолодження пива у гарячу пору року на річці Стир взимку заготовляли лід. Сам Земан спостерігав за цим процесом повний робочий день.
Пиво експортували за кордон, зокрема у Францію. Також Земанське пиво продавали у Львові, Любліні, Грубешеві, Голобах, Горохові, Рожищах, Ковелі (найбільший споживач серед волинських міст), Сокалі, Володимирі, Любомлі, Рафалівці.

### Останні роки і смерть
З 1930-х років, коли Земану було вже за вісімдесят, йому став допомагати його зять — Йозеф Малінський. 1938 року Вацлав Земан передає справу Малінському, і згодом помирає. Де точно поховано Земана невідомо, але найбільш ймовірно, що у Квасилові (у заповіті було таке прохання).

## Цікаві факти
- Працівники заводу називали Земана — «Пан Старий» — чи то з поваги до його немолодого віку, чи зважаючи на досвід і підприємницькі успіхи;
- Щосуботи Земан видавав додаткову щотижневу винагороду — п'ять літрів пива. Відказу не приймав;
- У Земана було до десятка люльок. Кожну він курив у певну годину доби;
- До школи дітей Земана відвозили спеціально змайстрованим візочком. У нього запрягали невеличкого коника, якого звали Банзай;
- Коли хоронили сина Олександра, пан Земан кидав на труну золоті монети. Згодом прах сина переносили на родинне кладовище у Квасилів, однак коли розкопували могилу, золота там уже не було.
- Земан згадується в книзі Я. Гашека « Пригоди бравого вояка Швейка «.  « Ну, вояченьку, якщо потрапите в полон до росіян, привітайте від мене броварника Земана із Здолбунова, Моє прізвище ви вже собі записали. Та будьте розсудливі й довго на фронті не затримуйтесь.»  з